# Padre Coraje (minisèrie)
Padre coraje és una minisèrie de televisió espanyola produïda per Tesamun i Mundo Ficción per Antena 3 i dirigida per Benito Zambrano. El seu argument es basa en fets reals amb relació a un assassinat comès en una gasolinera de Jerez de la Frontera i els esforços de la família de la víctima perquè es faci justícia.

## Argument
En la matinada del 22 novembre de 1995, en una de les poques gasolineres que obrien a la nit a la ciutat de Jerez, Juan Holgado és atracat a la Repsol (llavors Campsa) en la qual treballava com a caixer. En el forcejament Juan va ser apunyalat, un total de 33 vegades, i va morir en l'acte. Tenia 27 anys.

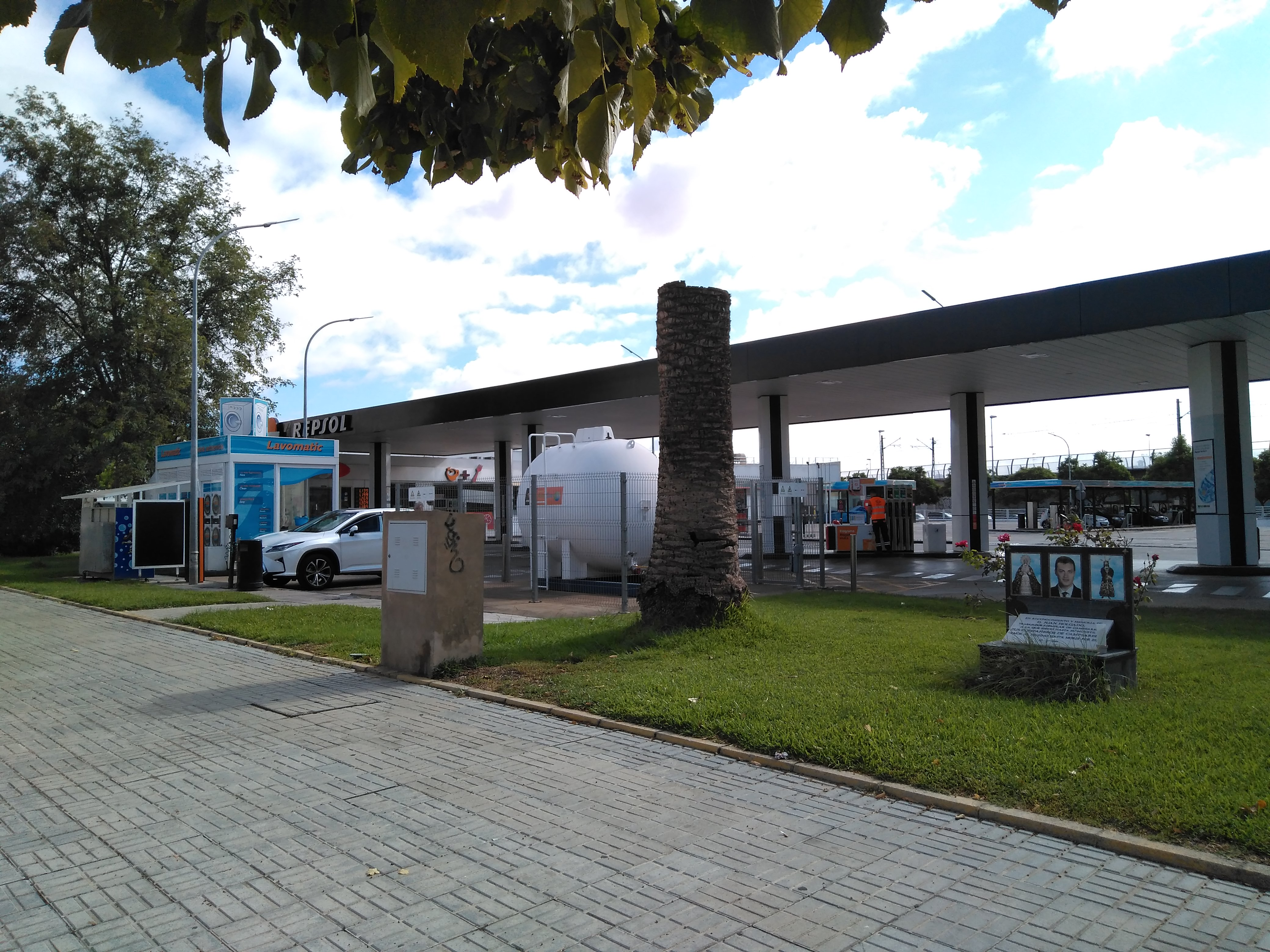
Gasolinera on passaren els fets

La història d'aquesta minisèrie retrata el drama de la família i el coratge del seu pare, Antonio Holgado, per a portar a l'assassí a la justícia. Aquest es fa passar per drogoaddicte en el barri de San Benito, i aconsegueix que els veïns i els pròxims al criminal, inclòs ell, pensin que és un més del barri. Després de molta lluita i indagació, Antonio dona amb l'assassí, i li grava una confessió. Antonio denuncia aquesta persona, i la porta a judici on presenta els seus arguments i les seves proves, que són desqualificades pel seu origen il·legal. El drama del pare coratge, que cerca i s'enfronta a l'assassí del seu fill, per a portar-lo a judici i el consegüent desengany, en descobrir que el procés penal i la instrucció judicial es gira en contra seva. Una història d'amor, coratge i dolor, on no hi ha final feliç.

## Repartiment
- Juan Diego com Antonio Holgado
- Félix Gómez com Juan Holgado
- Mariana Cordero com María
- José Luis García Pérez com Luis
- Luz Valdenebro com Mari Carmen
- Raquel Infante com Tere
- Vicente Romero com Manuel Maqueda
- Elisa Garzón com Paqui
- Antonio de la Torre com El Loren
- Daniel Núñez com Vicente
- Juan Carlos Sánchez com Juez Alarcón
- Alberto González com Comisario Ferrero
- Antonio Dechent com Inspector Baena
- José Maya com Inspector Molina
- Carlos Manuel Díaz com Subinspector Velasco
- Juan Fernández com Inspector Hernández
- Juan Motilla
- Mariano Peña com Navarro
- Ana Wagener com Amparo Garrido
- Manuel Morón com Felipe
- Paca Barrera com Isabelita la monja
- Macarena Gómez com Susana Aguilar 'La Susi'
- Manolo Caro com El Tato
- Nuria González com alcohólica
- Toni Zenet com Canijo
- Manuel de Blas com a director heneral de Policia
- José Pedro Gil com Padre de Tere
- Víctor Carretero com Carmelo
- Jesús María Ventura com Yonqui Plazoleta 1
- Julián Villagrán com Yonqui Plazoleta 2
- Chiqui Maya com El Chaqueta
- Ángel Rubio com Germà del Maquea
- Paca López com Secretària Navarro
- Inés Sájara com Reportera TV
- Andrés Orellana com Reporter 2
- Carmen León com Periodista
- Fernando Picón com Luis Galán
- Antoni Estrada com Alfonso Ruiz
- Mauro Ribera coo President del Tribunal

## Audiències

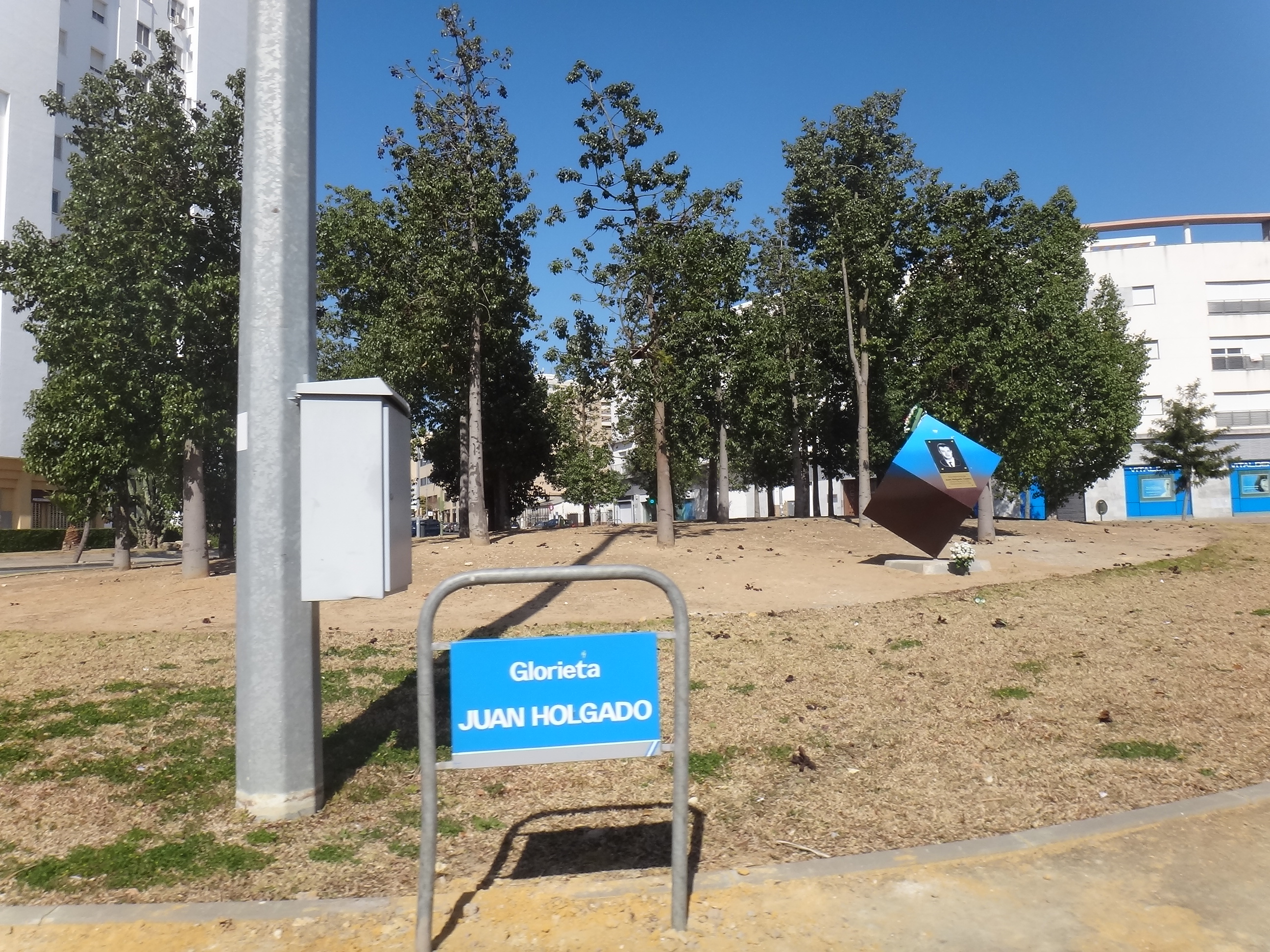
Monument a Juan Holgado, el jove assassinat a la gasolinera

| Temporada | Temporada | Episodis | Estrena            | Final              | Audiència mitjana | Audiència mitjana | Audiència mitjana |
| Temporada | Temporada | Episodis | Estrena            | Final              | Espectadors       | Quota             |                   |
| --------- | --------- | -------- | ------------------ | ------------------ | ----------------- | ----------------- | ----------------- |
|           | 1         | 3        | 13 de març de 2002 | 15 de març de 2002 | 4 429 000         | 29,0%             |                   |

### Capítols
| N. | Data d'emissió     | Audiència         |
| -- | ------------------ | ----------------- |
| 1  | 13 de març de 2002 | 4 186 000 (27,0%) |
| 2  | 14 de març de 2002 | 4 592 000 (29,2%) |
| 3  | 15 de març de 2002 | 4 508 000 (30,7%) |

## Premis i nominacions

### Premis Iris
| Any  | Categoria                      | Receptor                    | Resultat  |
| ---- | ------------------------------ | --------------------------- | --------- |
| 2002 | Millor Interpretació Masculina | Juan Diego                  | Guanyador |
| 2002 | Millor Música Original         | Antonio Meliveo David Broza | Guanyador |

### Fotogramas de Plata
| Any  | Categoria          | Receptor   | Resultat |
| ---- | ------------------ | ---------- | -------- |
| 2003 | Millor Actor de TV | Juan Diego | Nominat  |

### Unión de Actores y Actrices
| Any  | Categoria                              | Receptor       | Resultat  |
| ---- | -------------------------------------- | -------------- | --------- |
| 2003 | Millor actor protagonista de televisió | Juan Diego     | Guanyador |
| 2003 | Millor actor revelació                 | Vicente Romero | Guanyador |

### TP d'Or
| Any  | Categoria    | Receptor   | Resultat |
| ---- | ------------ | ---------- | -------- |
| 2003 | Millor Actor | Juan Diego | Nominat  |